# Пиер Береговоа
Пиер Береговоа (на френски: Pierre Bérégovoy) е френски политик-социалист, министър-председател на Франция в периода 1992 – 1993 г., при управлението на президента Франсоа Митеран.
Баща му е родом от Украйна, капитан от Бялата гвардия, емигрирал след Гражданската война в Русия, майка му е французойка (Береговоа е френско произношение на фамилията в латинска транскрипция).
Той е министър-председател през 1992 – 1993 години за по-кратък от година срок, и неговото премиерство завършва трагично. След поражението на социалистите на законодателните избори, Береговоа, допълнително забъркан във финансов скандал (силно раздут в пресата), подава оставка на 29 март 1993 г.
На 1 май 1993 г. Пиер Береговоа се самоубива на усамотено място край град Невер, с пистолет, взет от собствения му охранител. Смъртта настъпва, докато го транспортират към болницата „Вал де Грас“ в Париж. Не е оставил предсмъртно писмо. Повече от десетилетие след събитието се лансират различни твърдения, оспорващи официалната версия за самоубийство. Сред френските премиер-министри Береговоа е единственият самоубиец.